# Salvia pulchella
Salvia pulchella là một loài thực vật có hoa trong họ Hoa môi. Loài này được DC. miêu tả khoa học đầu tiên năm 1813.

## Hình ảnh

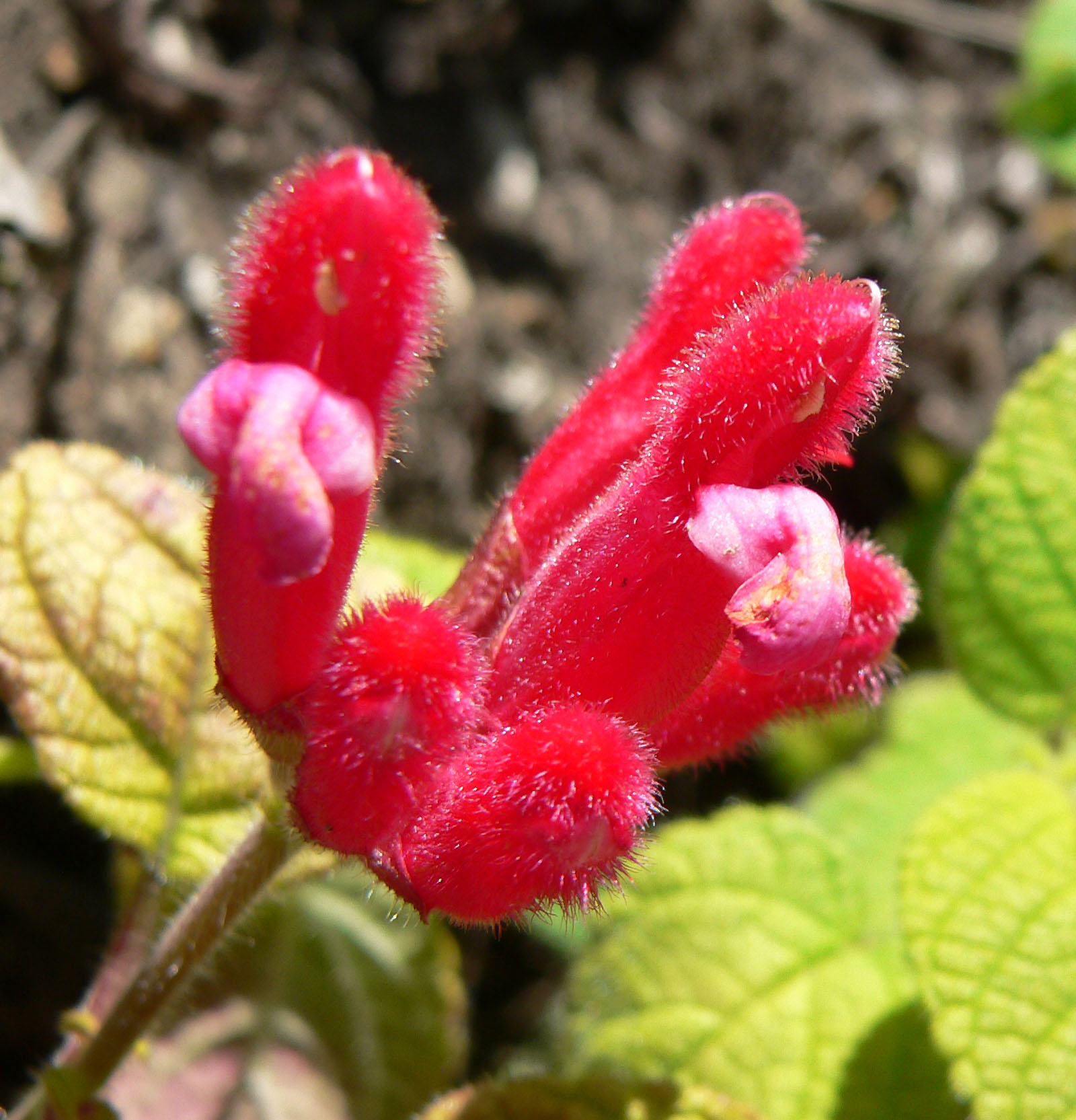
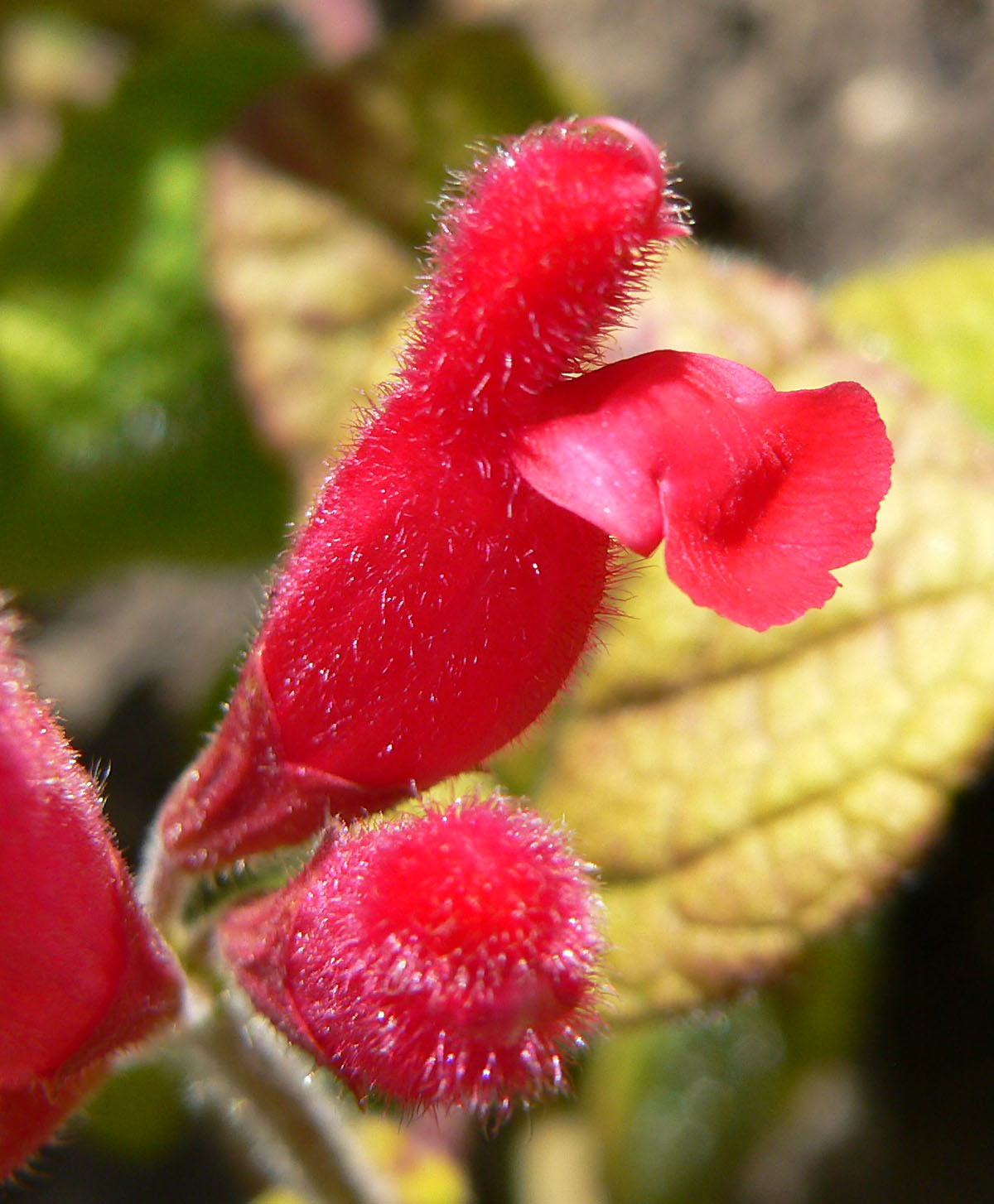